# 15676 Almoisheev
15676 Almoisheev è un asteroide della fascia principale. Scoperto nel 1978, presenta un'orbita caratterizzata da un semiasse maggiore pari a 3,1528205 UA e da un'eccentricità di 0,3288235, inclinata di 4,84100° rispetto all'eclittica.